# SD Compostela
SD Compostela är en spansk fotbollsklubb i Santiago de Compostela i provinsen Galicien. Klubben grundades 1928 av  Ramón Castromil Casal. Klubben spelar i Segunda División B. Hemmastadion för Compostela är Estadio Vero Boquete de San Lázaro som tar drygt 16 666 åskådare.

## Spelartrupp
| Nr | Land    | Pos | Namn            |
| -- | ------- | --- | --------------- |
| 1  | Uruguay | MV  | Pato Guillén    |
| 2  | Spanien | F   | Saro            |
| 3  | Spanien | F   | Sergio Pereira  |
| 4  | Spanien | F   | Álvaro Casas    |
| 5  | Spanien | MF  | Bicho           |
| 6  | Spanien | F   | David Soto      |
| 7  | Spanien | MF  | Miki            |
| 8  | Spanien | MF  | Roberto Baleato |
| 9  | Spanien | A   | Primo           |
| 10 | Spanien | MF  | Josiño          |
| 11 | Spanien | F   | Jimmy           |
| 13 | Spanien | MV  | Borja Rey       |

| Nr | Land      | Pos | Namn            |
| -- | --------- | --- | --------------- |
| 14 | Spanien   | MF  | Samu            |
| 15 | Spanien   | MF  | Joel            |
| 16 | Argentina | F   | Matías Vesprini |
| 17 | Spanien   | A   | Gabri Palmás    |
| 18 | Spanien   | A   | Brais Abelenda  |
| 19 | Spanien   | F   | Guille Torres   |
| 20 | Spanien   | MF  | Hugo Sanmartín  |
| 21 | Spanien   | MF  | Pablo Antas     |
| 22 | Argentina | MF  | Juampa          |
| 24 | Spanien   | A   | Manu Rivas      |
| 28 | Spanien   | F   | Yosi            |
| 31 | Spanien   | MF  | Iago            |